# Mármoles de Elgin

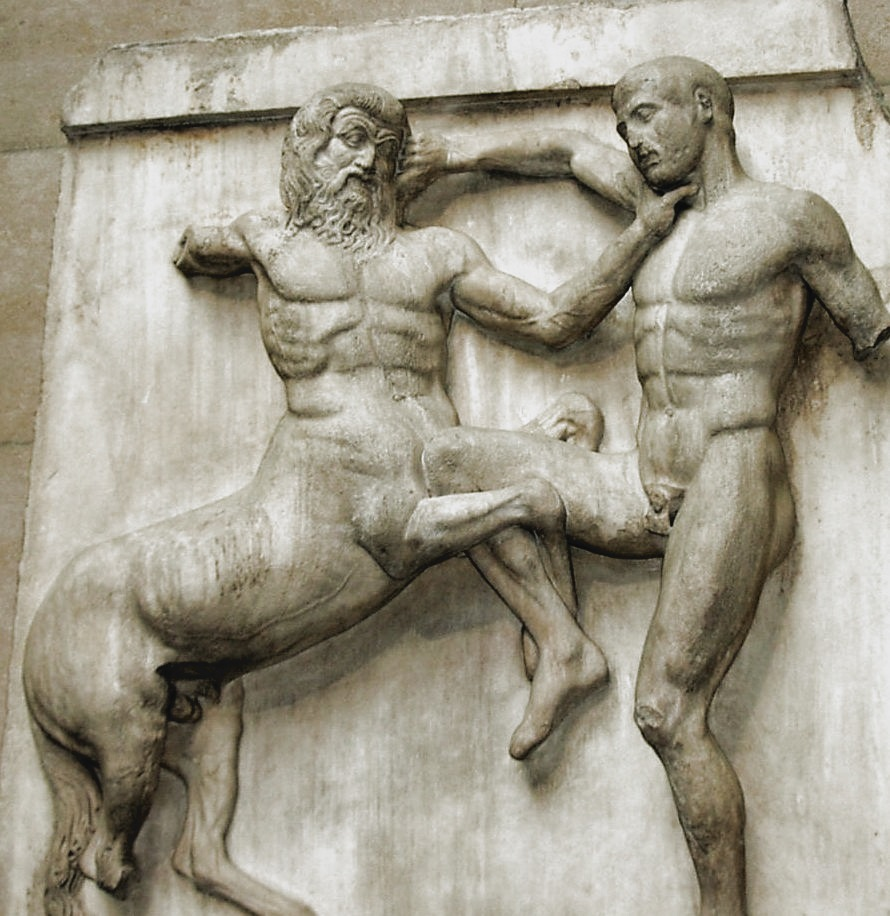
Metopa de los mármoles del Partenón.

Los mármoles de Elgin es el nombre con que se conoce en Inglaterra a una extensa colección de mármoles procedentes del Partenón de Atenas. 
Durante la Guerra de la Morea los turcos hicieron del Partenón un polvorín; en septiembre de 1687, al estallar las municiones, la mayor parte del edificio fue destruido, y aproximadamente el 60% de los relieves y estatuas cayeron al suelo, donde permanecieron durante ciento catorce años. En este período los ripios de las dañadas estatuas de mármol que se formaban en las inmediaciones del Partenón eran recogidos para pulverizarlos y quemar el mármol como materia prima en hornos de fabricación de cemento. Lord Elgin, embajador inglés en Constantinopla, consiguió del emperador un firmán que le permitió rescatar del dominio turco las esculturas sobrevivientes, mediante grandes gastos personales, entre 1800 y 1812, y salvaguardarlas en Londres.  Elgin, en apuros financieros, las vendió al gobierno en 1816, por una fracción de lo que le había costado rescatarlas.
Desde 1839 los mármoles se exponen en una sala del Museo Británico de Londres.

## Contenido de la colección
En total, la colección representa más de la mitad de las esculturas decorativas del Partenón: 75 metros de los casi 160 que tenía el friso original; 15 de las 92 metopas; 17 figuras parciales de los frontones así como otras piezas de arquitectura.
Las adquisiciones de Elgin incluían también piezas de otros edificios de la Acrópolis ateniense: el Erecteión, reducido a ruinas durante la guerra de independencia de Grecia (1821-1823), los Propileos y el Templo de Atenea Niké.

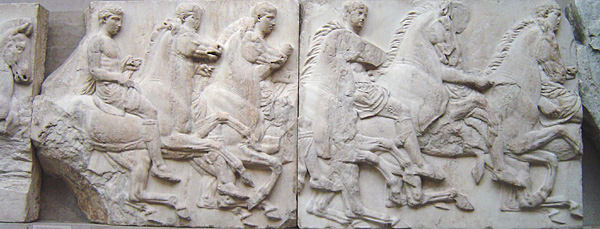
Detalle del friso.

Los mármoles de Elgin incluyen, por tanto, algunas estatuas procedentes de los frontones, las metopas que describen enfrentamientos entre lápitas y centauros, así como el friso del Partenón que decoraba la parte interior del templo.
En la actualidad, aproximadamente dos terceras partes del friso están en Londres y el resto permanece en Atenas y disperso en otros museos. El friso se cree que representa la procesión de las panateneas, una procesión en la que participaban todo el pueblo de Atenas para llevar a la diosa Atenea un peplo de lana recién tejido, en recuerdo de épocas antiguas en las que las esculturas de los dioses llevaban ropajes reales en lugar de estar tallados.
La procesión del friso termina al este del Partenón y representa a los dioses griegos sentados a cada lado del templo con sus sirvientes en el centro. Esta sección del friso está aún en restauración, trabajo que comparten Londres y Atenas.

## Polémica sobre su ubicación
Lord Elgin no fue el primero, ni el último, en dispersar elementos históricos de sus localizaciones originales. El Museo Británico posee también otros fragmentos de esculturas del Partenón adquiridas de otras colecciones y que no están relacionados con Elgin.
Existe un profundo debate sobre lo que se tenía que haber hecho con los mármoles. Si bien el motivo de Elgin era protegerlos de un ambiente contaminado, mucha gente, especialmente el gobierno griego, considera que se deberían devolver a Atenas para ser expuestas en el Museo de la Acrópolis. El Museo Británico declara tener derecho a conservar y exponer los mármoles a pesar de que Elgin falsificó un permiso del sultán para obtenerlo (hay más detalles en la versión en inglés de este artículo). La posición griega hace referencia a la integridad del monumento, ya que los mármoles no son piezas independientes sino que fueron arrancadas, desmembradas de un único monumento.
Celebridades, como Stephen Fry, y autores, como Christopher Hitchens y Catharine Titi, se han pronunciado a favor de la repatriación de los mármoles a Atenas.